# Portrait d'Octave-Auguste
Le Portrait en marbre d'Octave-Auguste exposé au second étage du musée Saint-Raymond, musée d’Archéologie de Toulouse, est une des toutes premières représentations d'Auguste quand il n’est encore qu’Octave.

## Historique de l'œuvre
Ce portrait est créé vers 36-35 avant J.-C.
Par la suite, cette tête est retaillée et devient la figure centrale d’un ensemble statuaire représentant des membres de la première dynastie impériale, les Julio-Claudiens. Cet ensemble se compose de plusieurs groupes, arrivés à des dates différentes. Vers 12 ou 11 avant notre ère, quatre sculptures de la branche julienne rejoignent celle d’Octave-Auguste. Entre 14 et 23, quatre sculptures de la branche claudienne sont ajoutées. En 29, la sculpture de sa nièce, devenue la prêtresse de son culte, agrandit l’ensemble.
Ces dix têtes sont retrouvées en avril 1844 dans la cave de monsieur Gasc à Béziers (Hérault). Nous ne connaissons pas leur contexte de trouvaille mais les recherches archéologiques permettent de penser qu’elles étaient érigées en pied sur le forum de Béziers, aujourd’hui disparu.

## Description
Comme toutes les têtes de l’ensemble statuaire de Béziers, la tête d’Octave est encastrable dans une statue en pied.  
L'expression du visage représente Octave sous des traits d'un conquérant : sa mâchoire est très marquée, son regard est déterminé. Il est jeune et il porte une frange avec les mèches légèrement gonflées. Cette coiffure permet d’identifier le portrait parmi les premières représentations d’Octave. 
Sa chevelure est finement taillée à l'avant tandis que l'arrière de sa tête est d’une facture plus sommaire, ce qui indique une évolution de la représentation d'Octave dans cette sculpture. Son côté droit est taillé de manière très plate au niveau du cou et de la chevelure. Il n’y a d’ailleurs pas d’oreille droite. Dans une première version de la sculpture, la tête d’Octave était voilée.
On peut voir la ligne de démarcation entre la face avant de la tête et la partie originellement couverte par le voile de la toge.

Certaines parties du marbre ont sauté, notamment au niveau de son arcade sourcilière gauche, de sa pommette gauche, du menton et sur l’extrémité du nez.

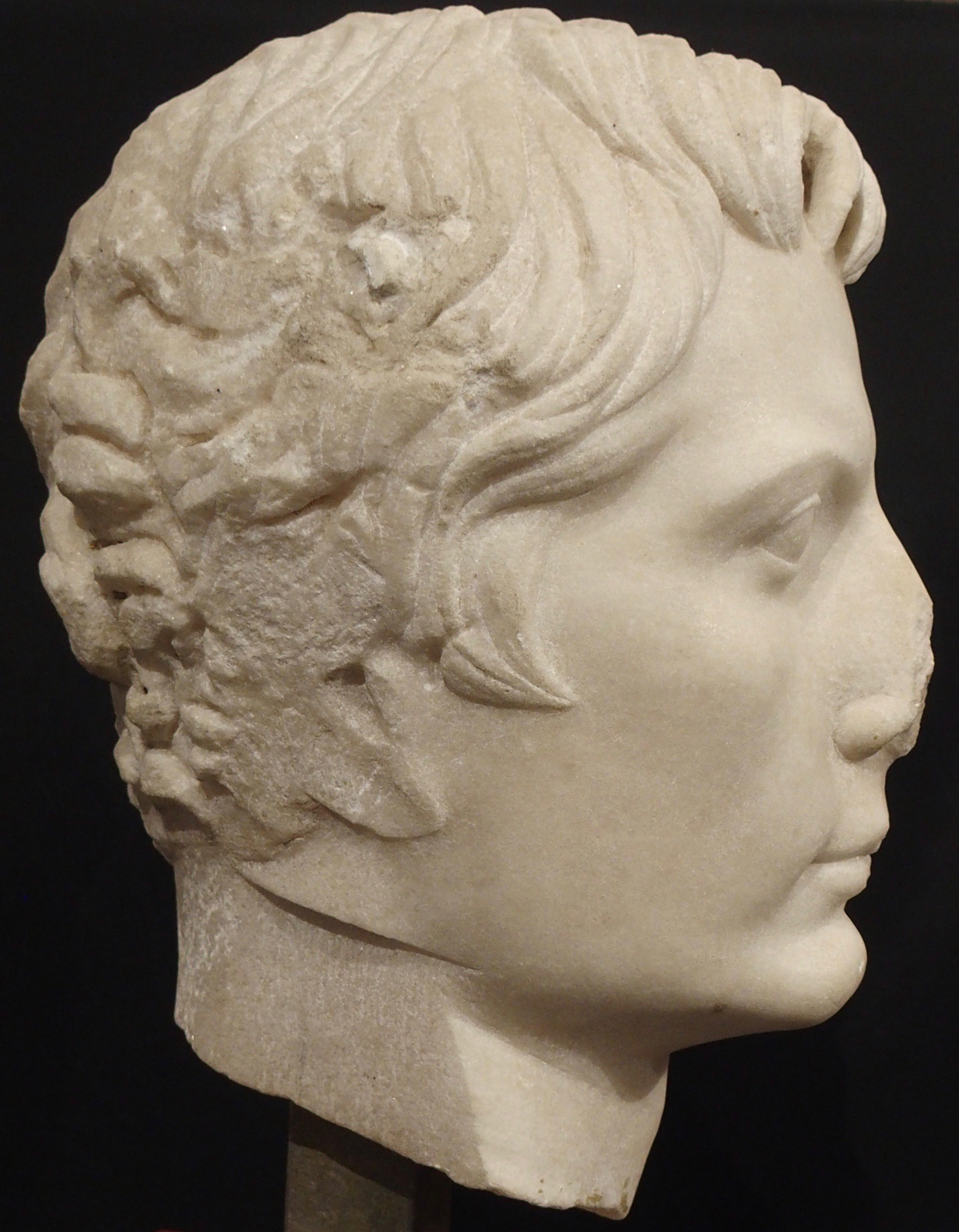
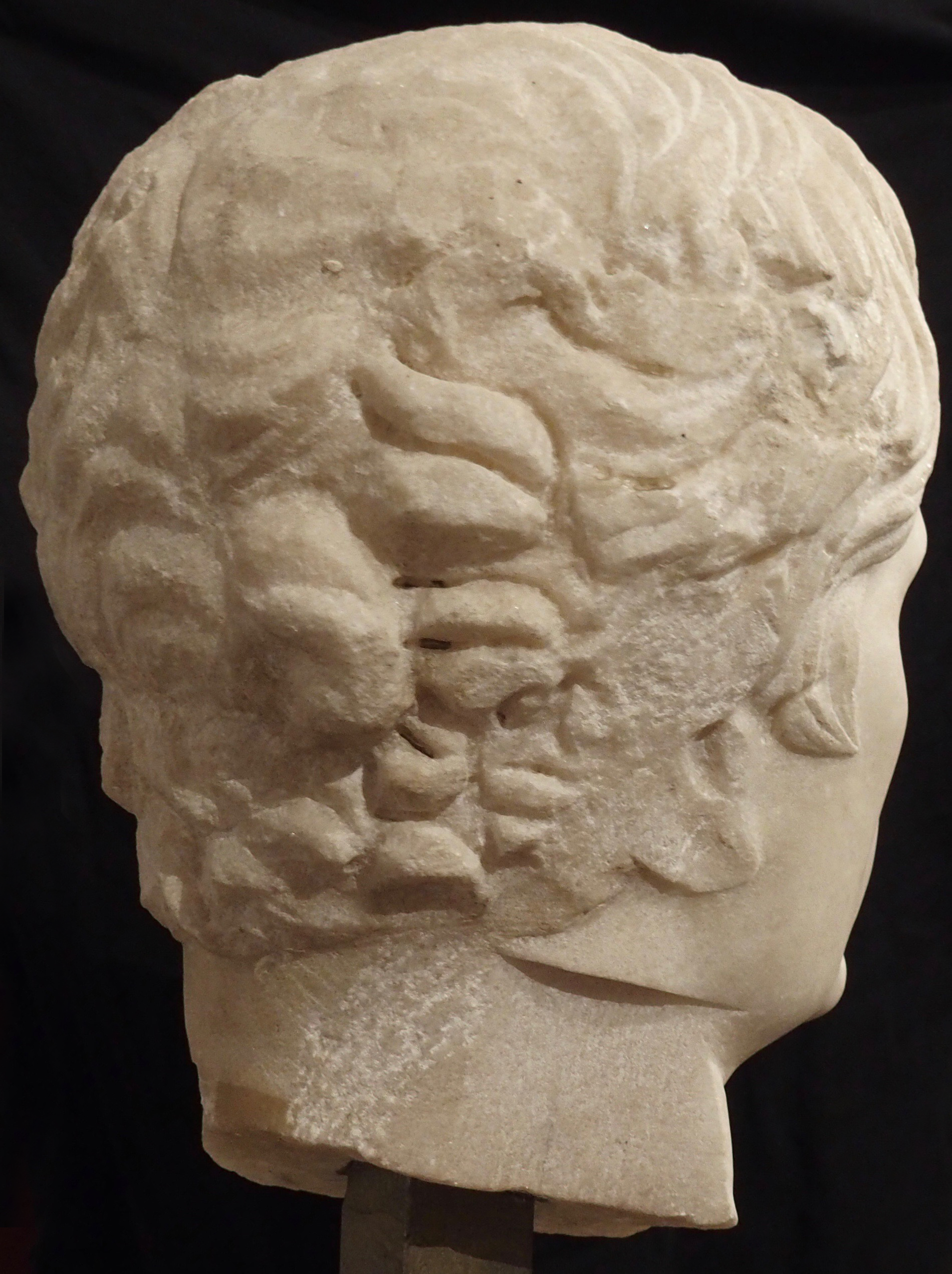
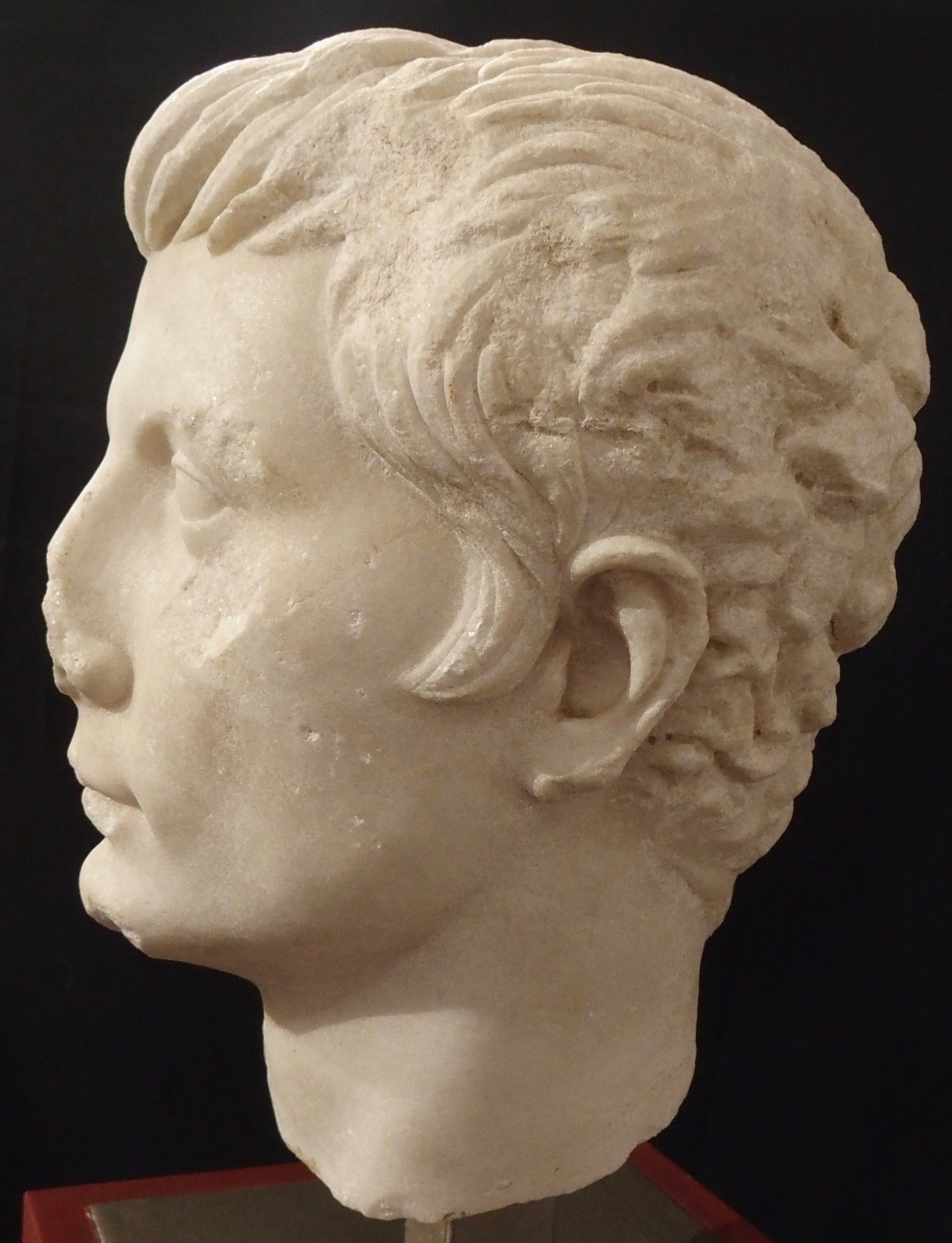
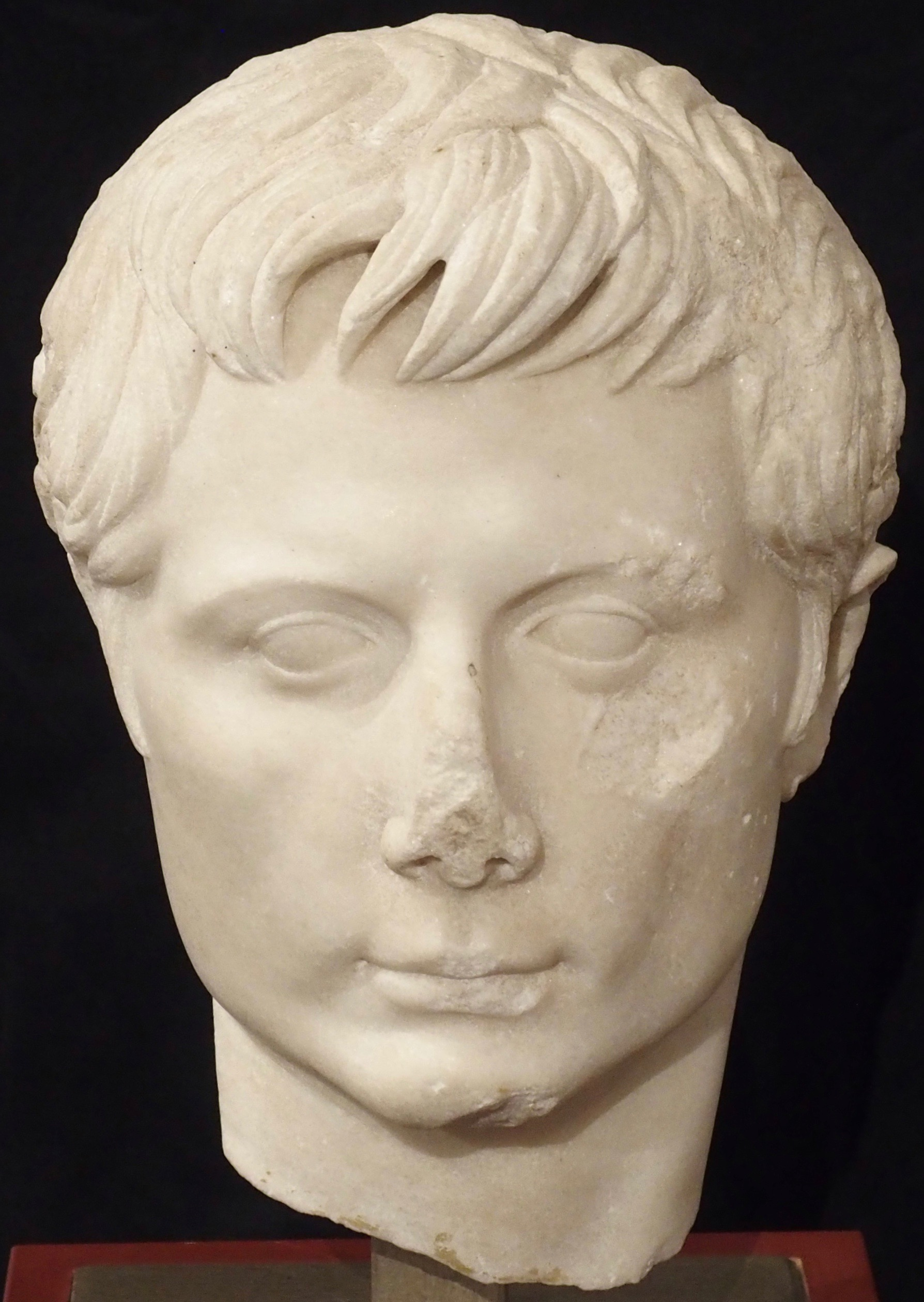

## Contextes
La sculpture d’Octave a été réalisée dans le contexte de la fondation de la colonie romaine de Béziers, à une période du Second triumvirat pendant laquelle Octave avait pour tâche de donner des terres aux vétérans de l’armée de César. Octave est représenté la tête voilée, dans ses fonctions de grand prêtre chargé du rituel de fondation de la nouvelle cité.
Par la suite, le contexte évolue : Octave devient Auguste. Il détient tous les pouvoirs et, tout en donnant l’illusion de sauver les institutions républicaines, pose les fondements de la première dynastie impériale. Son portrait évolue dans le même sens : il n’est plus représenté en grand-prêtre, fondateur d’une colonie, il est l’objet d’un culte quasi-divin, entouré de sa descendance. 

## Analyse

### Choix du sujet
Ce portrait de dirigeant romain est aussi complexe que la personnalité d’Octave-Auguste. 
Le sujet du portrait est d’abord Octave, un triumvir, puis Auguste, l’unique dirigeant de l’Empire romain. De prêtre, il devient le centre d’un culte pour être divinisé à sa mort. S’il refuse officiellement le statut de dieu de son vivant, ses représentations officielles affirment son appartenance au monde du divin. 
Suétone écrit d’ailleurs à son sujet : « Auguste avait les yeux vifs et brillants; il voulait même que l'on crût qu'ils tenaient de la puissance divine. Quand il regardait fixement, c'était le flatter que de baisser les yeux comme devant le soleil. » (Vie d’Auguste, chapitre LXXIX)

### Composition et esthétique
Le portrait se caractérise par les mèches de sa frange que l’on retrouve sur un autre portrait découvert à Spolète et conservé à Pérouse. Ces deux sculptures forment le type de Béziers-Spolète. La chevelure de ce type de portrait serait inspirée d’Alexandre le Grand, dont les origines divines et la suprématie du pouvoir ont été des modèles pour Octave-Auguste.
La tête est carrée avec des traits énergiques et volontaires. S’ils ne sont pas véritablement réalistes, ils traduisent un réalisme expressif qui renvoie à l’époque tardo-républicaine. Les portraits ultérieurs s’inspireront du classicisme grec. 

### Réception
À l’époque cette sculpture était en pied. Avec la très bonne conservation du marbre, on peut penser qu’elle était protégée de la pluie, peut-être dans une niche, sur le forum de Béziers. 
Les représentations publiques d’Octave-Auguste avaient un rôle de propagande. Elles servaient à affirmer sa présence sur tout le territoire romain et à unifier les différents peuples de l’empire dans le culte de son dirigeant.

### Postérité
Cette sculpture reste aujourd’hui un témoin extraordinaire de la période de changement entre la République et l’Empire romain. Ce portrait d’Octave-Auguste représente son double visage de triumvir et de princeps et montre les différentes étapes du projet dynastique du fondateur de la première dynastie impériale.